# AEW Dynamite
All Elite Wrestling: Dynamite ook te noemen als AEW Dynamite of Wednesday Night Dynamite is een professioneel worstelprogramma dat wordt geproduceerd door de Amerikaanse worstelpromotie All Elite Wrestling (AEW) en wordt iedere woensdag uitgezonden door TNT in de Verenigde Staten. De show dient als het vlaggenschip van AEW en is voornamelijk gericht op tieners en volwassenen (TV 14). Voor landen buiten de VS en Groot-Brittannië is de show live tegen betaling te zien via fite.tv. Het is de eerste professionele worstelshow die op TNT wordt uitgezonden sinds de laatste aflevering van WCW Nitro op 26 maart 2001. Dynamite gaat de concurrentiestrijd aan met WWE NXT.

## Pro Wrestling
De worstelaars van All Elite Wrestling nemen deel aan deels gescripte verhaallijnen. Ze zijn vrij in het creëren van een "gimmick". De AEW-supersterren bestaan uit onder anderen helden, schurken of minder te onderscheiden personages in gescripte evenementen die spanning opbouwen en culmineren in een worstelgevecht.

## Galerij

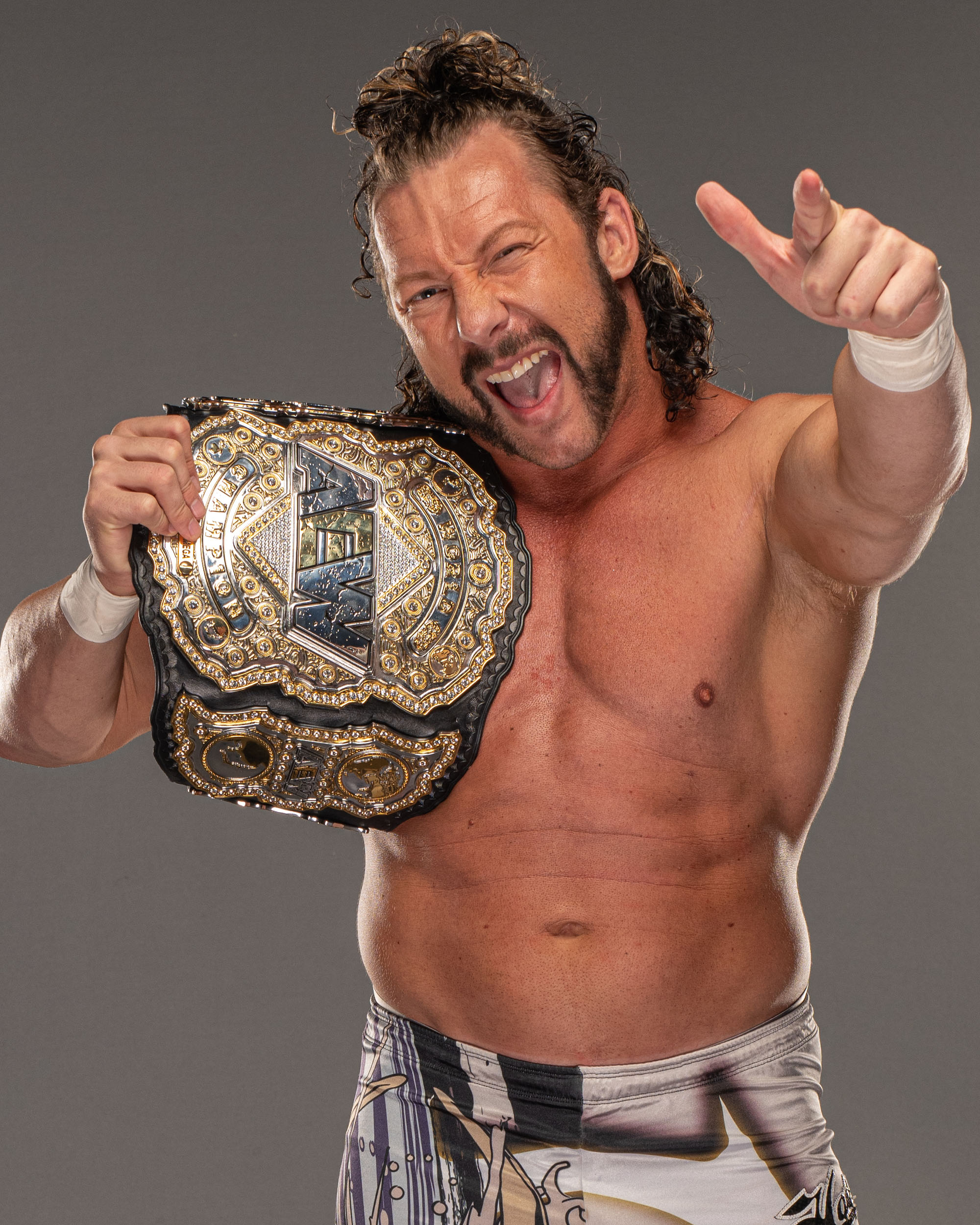
Kenny Omega
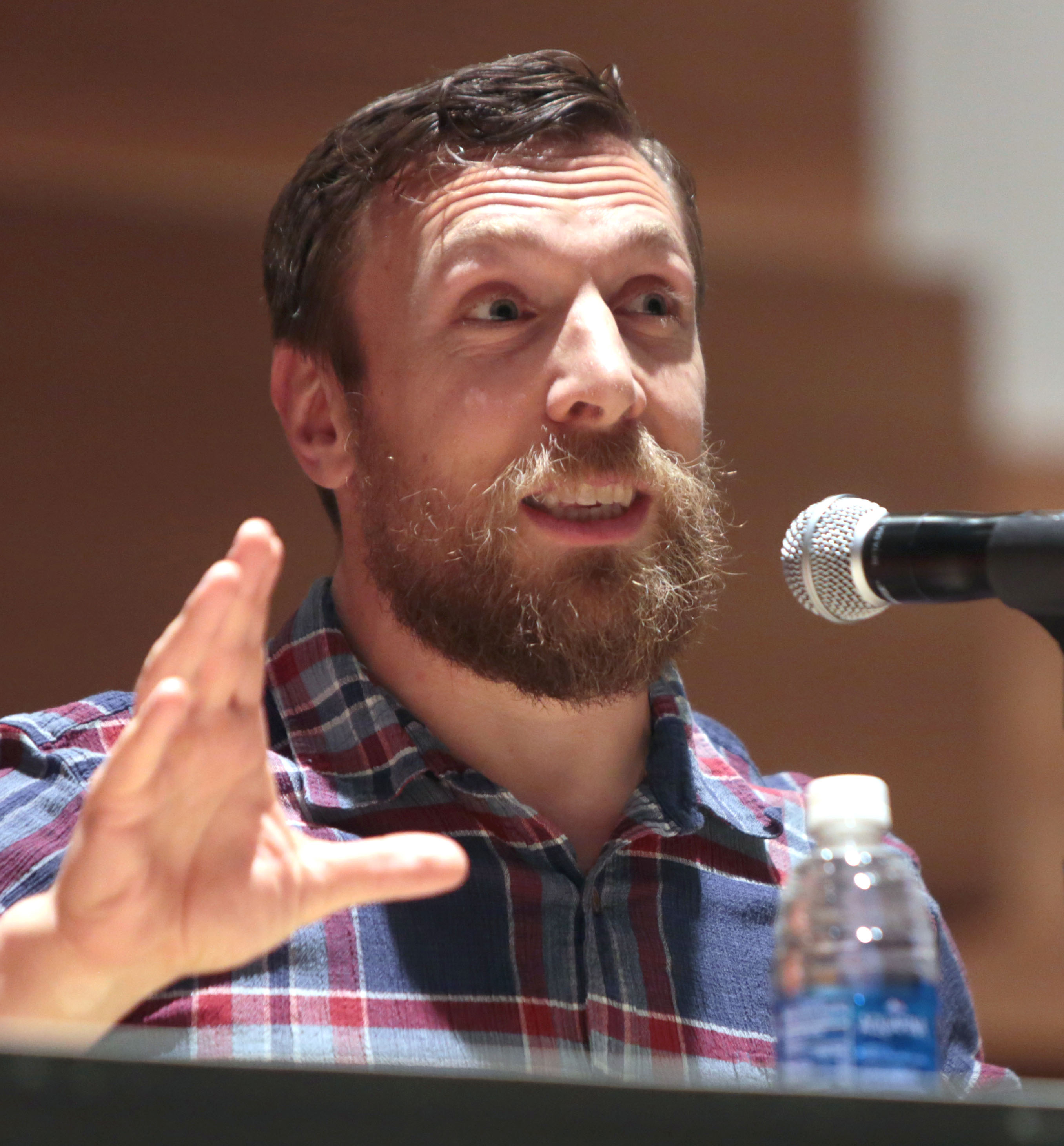
Bryan Danielson
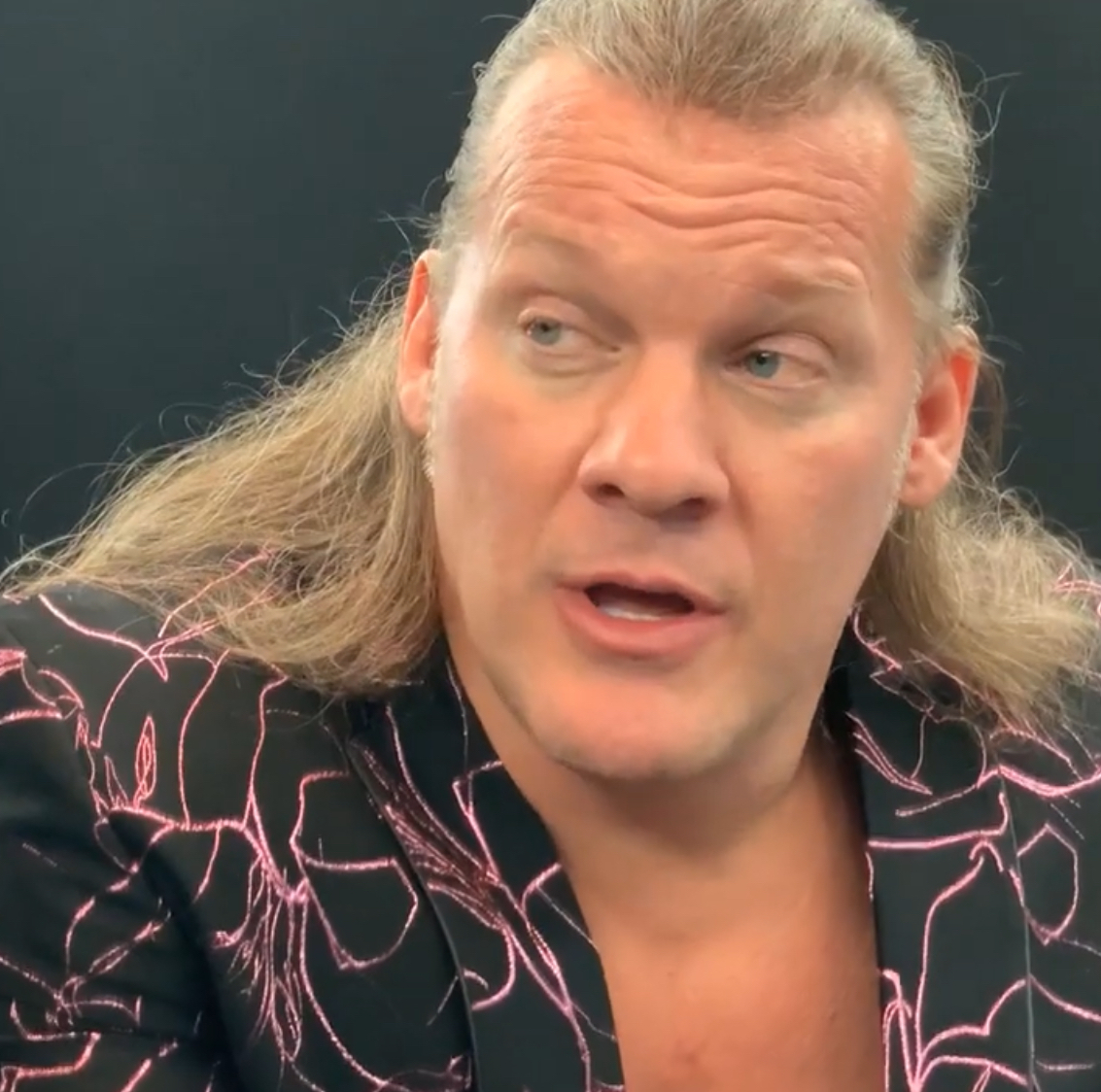
Chris Jericho
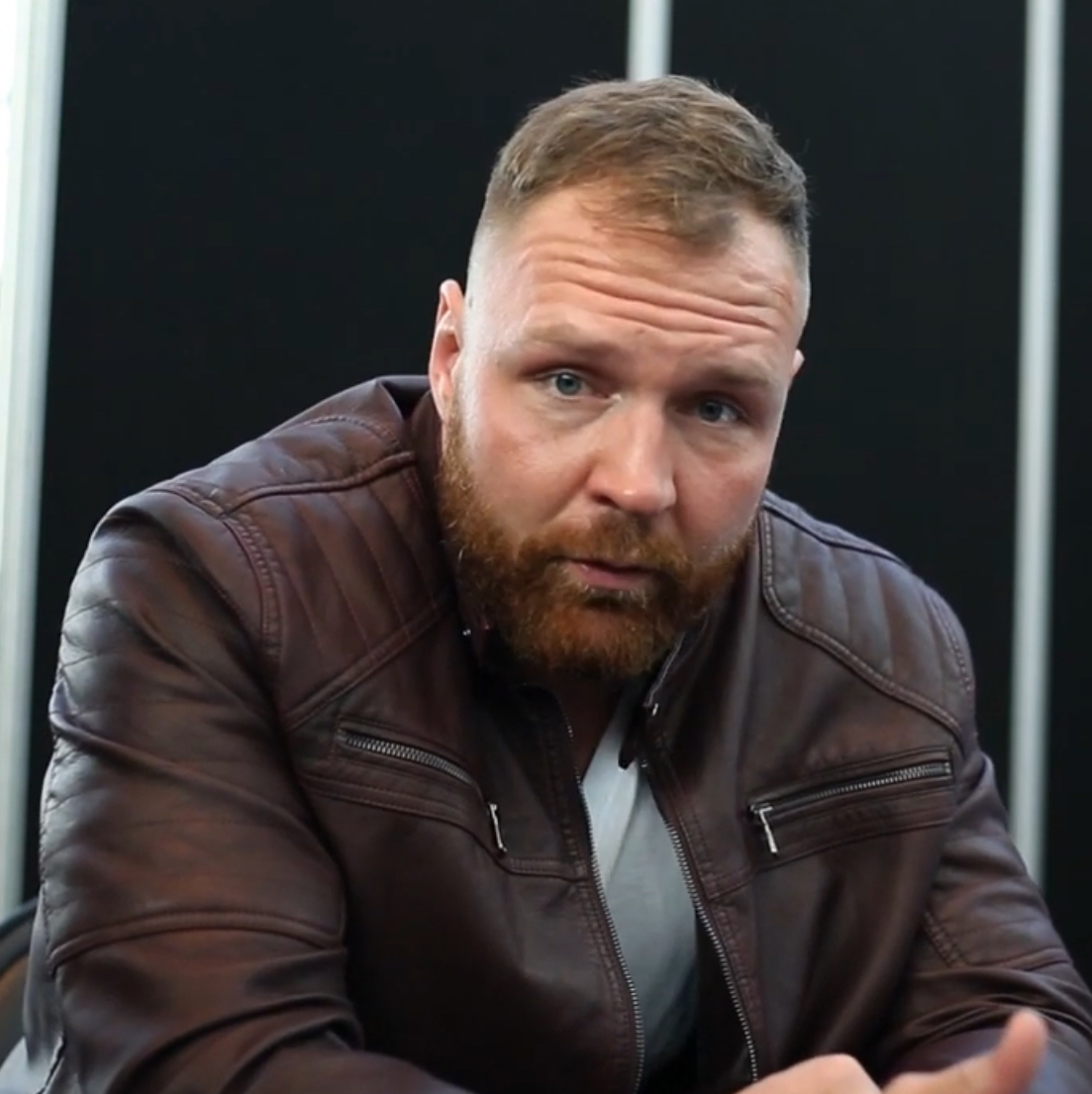
Jon Moxley
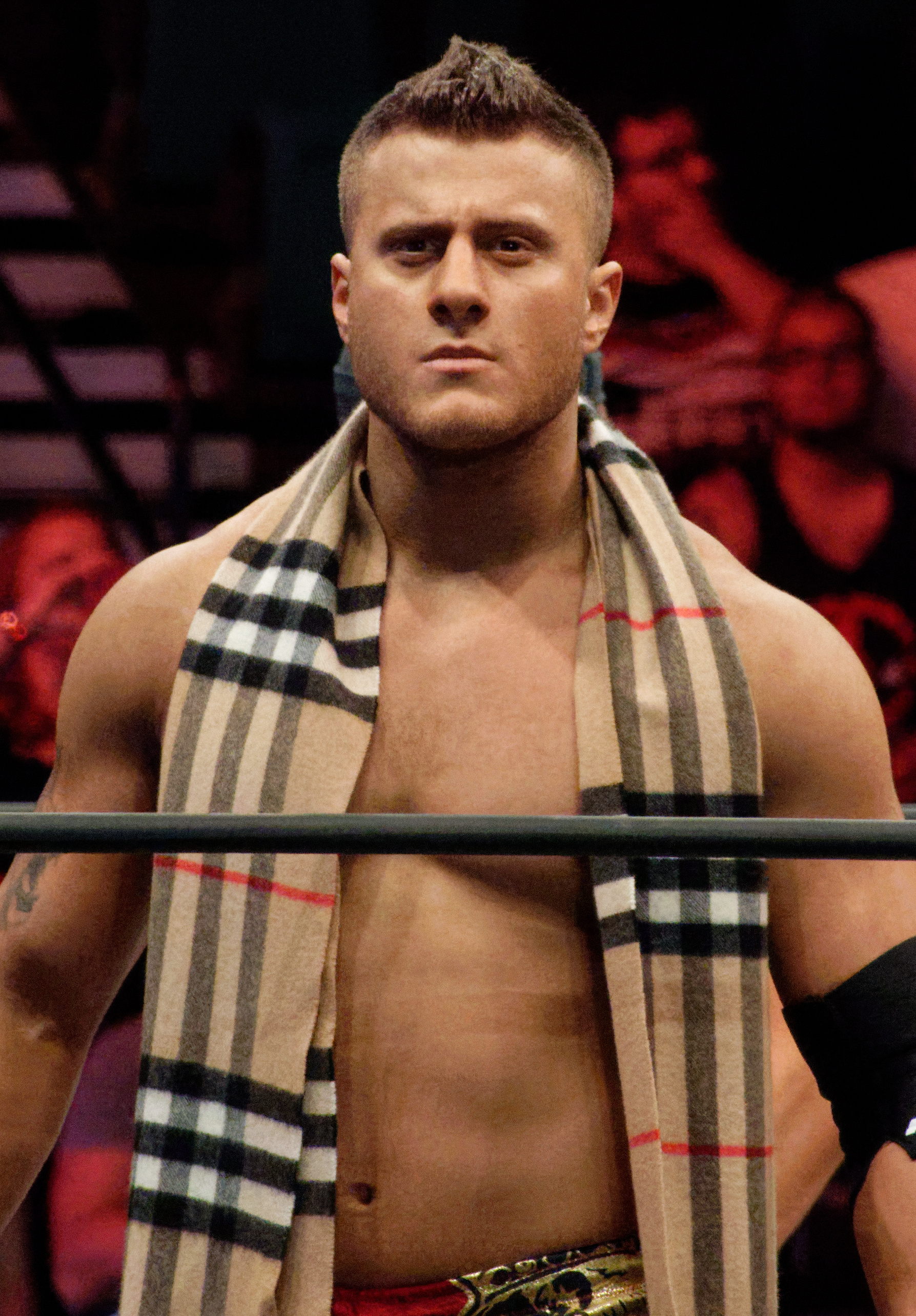
Maxwell Jacob Friedman, MJF
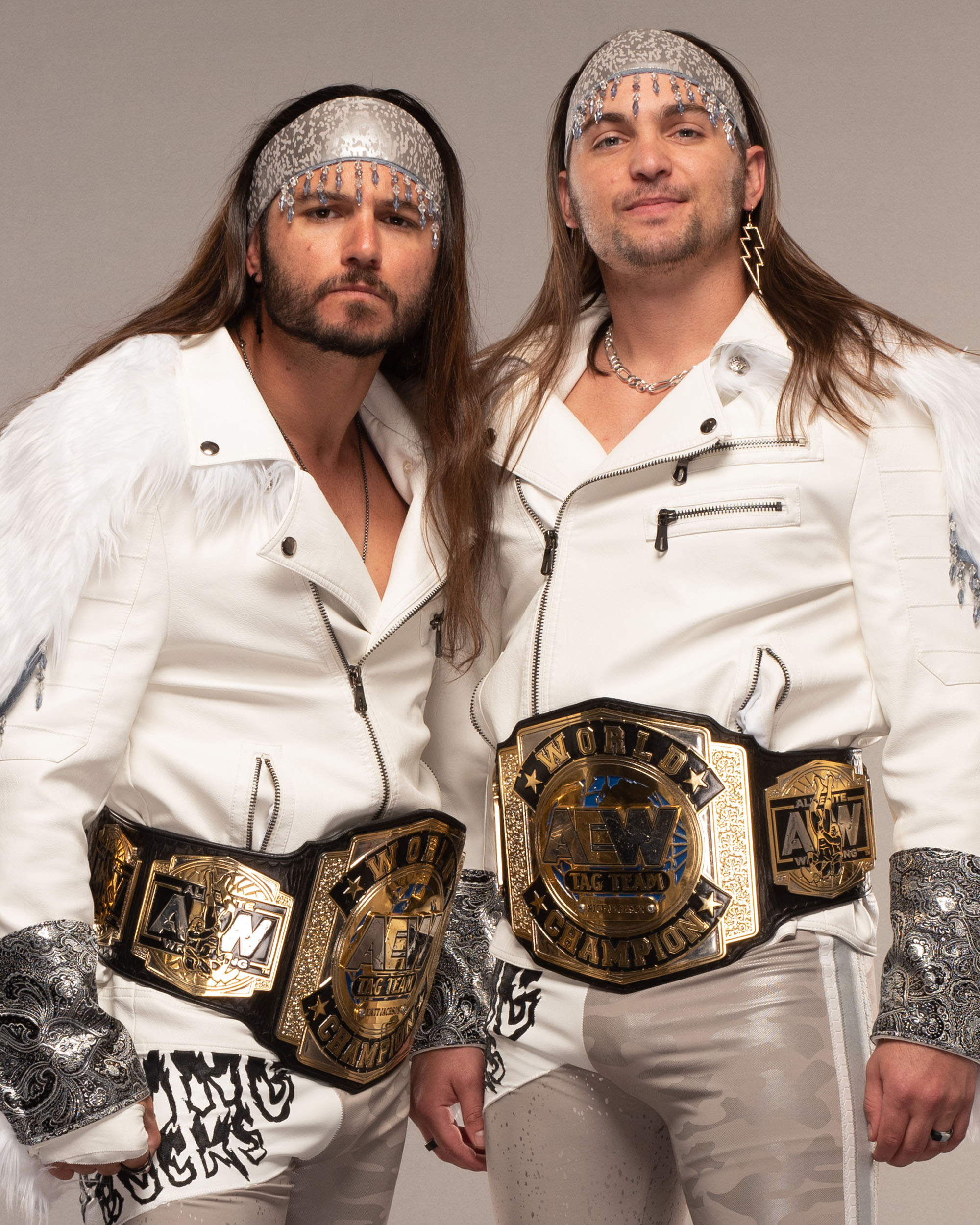
The Young Bucks, Matt (links) en Nick Jackson
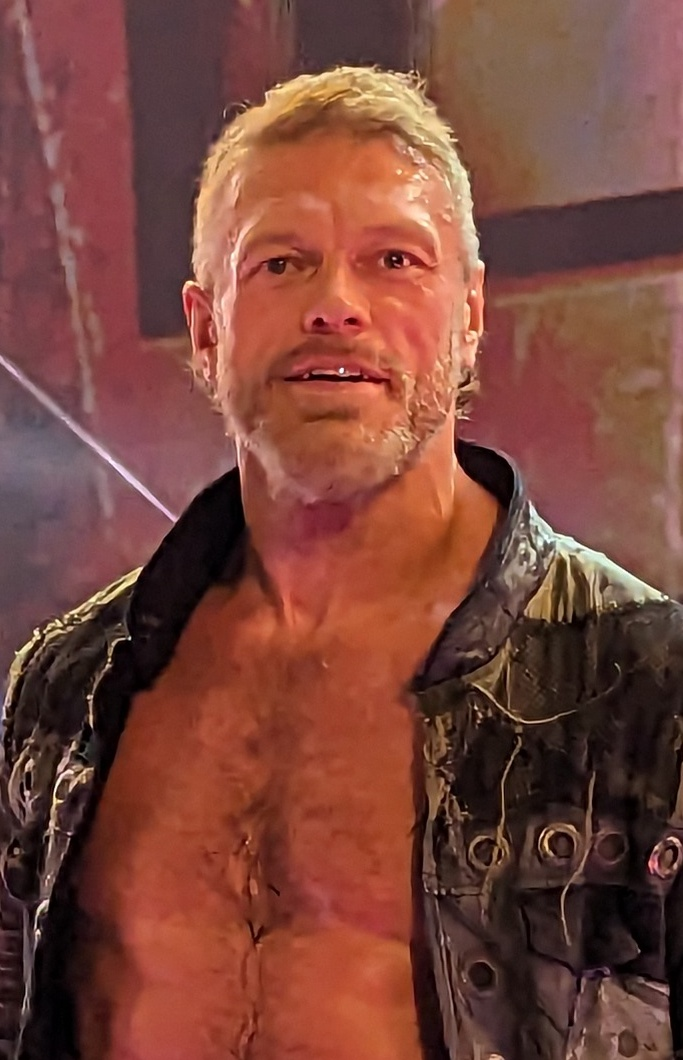
Adam Copeland
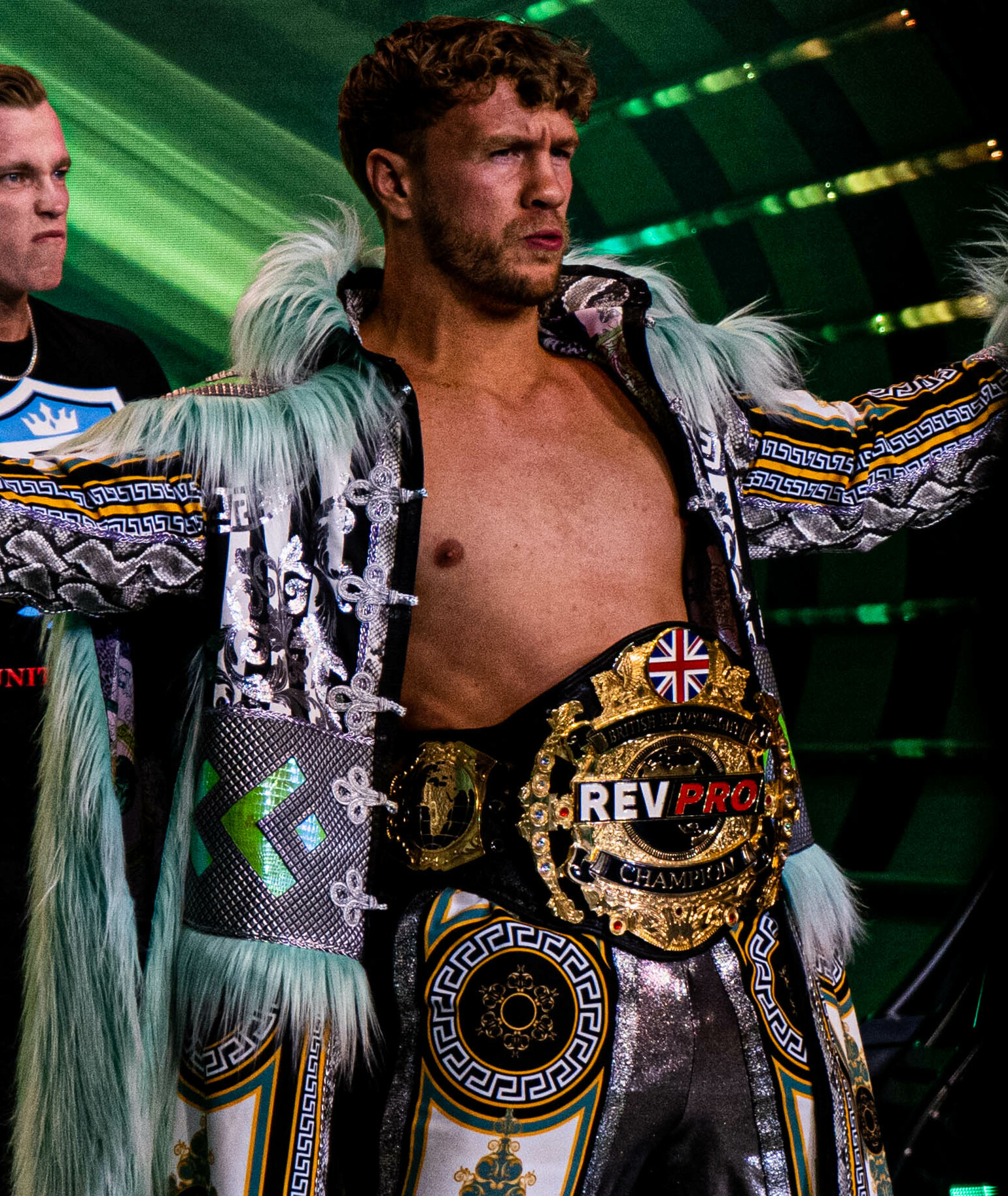
Will Ospreay

## Historie
In juli 2019 werd door Warner Media bekendgemaakt dat het nieuwe Professioneel Worstel bedrijf All Elite Wrestling in zee zou gaan met TNT van tv-magnaat Ted Turner. Hij was voorheen de eigenaar van WCW, dat in 2001 haar deuren sloot toen het werd verkocht aan WWE, van Vince McMahon.
Na vele geruchten werd in september 2019 bekend dat de wekelijkse tv show AEW: Dynamite zou gaan heten. Volgens Cody Rhodes was het eerst het idee om het "Revolution" te noemen. Dynamite zal de op dezelfde avond als WWE NXT uitgezonden worden, dit betekent de eerste worstel oorlog sinds de Monday Night Wars (1995 tot 2001).

## Kijkcijfers
Dynamite neemt samen met WWE NXT deel aan de Wednesday Night Wars.

### TussenstandNXTvsDynamite
| Datum                                                                                | NXT            | Dynamite  |
| ------------------------------------------------------------------------------------ | -------------- | --------- |
| 2019-10-02                                                                           | 891,000        | 1,409,000 |
| 2019-10-09                                                                           | 790,000        | 1,140,000 |
| 2019-10-16                                                                           | 712,000        | 1,014,000 |
| 2019-10-23                                                                           | 698,000        | 963,000   |
| 2019-10-30                                                                           | 580,000        | 759,000   |
| 2019-11-06                                                                           | 813,000        | 822,000   |
| 2019-11-13                                                                           | 750,000        | 957,000   |
| 2019-11-20                                                                           | 916,000        | 893,000   |
| 2019-11-27                                                                           | 810,000        | 663,000   |
| 2019-12-04                                                                           | 845,000        | 851,000   |
| 2019-12-11                                                                           | 778,000        | 778,000   |
| 2019-12-18                                                                           | 795,000        | 683,000   |
| 2019-12-25                                                                           | 831,000        |           |
| 2020-01-01                                                                           | 548,000        | 967,000   |
| 2020-01-08                                                                           | 721,000        | 947,000   |
| 2020-01-15                                                                           | 700,000        | 940,000   |
| 2020-01-22                                                                           | 769,000        | 871,000   |
| 2020-01-29                                                                           | 712,000        | 828,000   |
| 2020-02-05                                                                           | 770,000        | 928,000   |
| 2020-02-12                                                                           | 757,000        | 817,000   |
| 2020-02-19                                                                           | 794,000        | 893,000   |
| 2020-02-26                                                                           | 717,000        | 865,000   |
| 2020-03-04                                                                           | 718,000        | 906,000   |
| 2020-03-11                                                                           | 697,000        | 766,000   |
| 2020-03-18                                                                           | 542,000        | 932,000   |
| 2020-03-25                                                                           | 669,000        | 819,000   |
| 2020-04-01                                                                           | 590,000        | 685,000   |
| 2020-04-08                                                                           | 693,000        | 692,000   |
| 2020-04-15                                                                           | 692,000        | 683,000   |
| 2020-04-22                                                                           | 665,000        | 731,000   |
| 2020-04-29                                                                           | 637,000        | 693,000   |
| 2020-05-06                                                                           | 663,000        | 732,000   |
| 2020-05-13                                                                           | 604,000        | 654,000   |
| 2020-05-20                                                                           | 592,000        | 701,000   |
| 2020-05-27                                                                           | 731,000        | 827,000   |
| ■ NXT win                                                                            | ■ Dynamite win | ■ Tie     |
| ■ Program ran unopposed                                                              |                |           |
| Overall score Dynamite: 28 NXT: 5 Tie: 1 Ratings unavailable or program not aired: 1 |                |           |